# Peter Samuel George Mackenzie
Peter Samuel George Mackenzie, né le 19 décembre 1862 à Cumberland House et mort le 1er novembre 1914 à Melbourne, est un avocat et homme politique canadien qui a œuvré surtout au Québec. Il a été trésorier provincial (ministre des Finances) de 1910 à 1914 sous le gouvernement de Lomer Gouin. 

## Biographie

### Carrière d'avocat
Peter Mackenzie est né à Cumberland House, sur les territoires de la Baie d'Hudson, le 17 décembre 1862. D'origine écossaise, il est le fils de Jane et de Roderick Mackenzie, qui travaillait dans les factoreries de la Compagnie de la Baie d'Hudson. Il est également le petit-cousin de l'explorateur Alexander Mackenzie.
Il étudie tour à tour au Upper Canada College de Toronto, au Montreal High School, au St Francis College de Richmond puis à l'Université McGill. Il est admis au Barreau du Québec le 4 février 1884. Plus tard, en 1910, il reçoit un doctorat en droit honoris causa de l'Université Bishop.
Mackenzie pratique d'abord à Montréal dans le cabinet de John Abbott (futur premier ministre du Canada) et de Melbourne Tait. Il les quitte un peu plus tard et ouvre un cabinet à Richmond où il s'associe à Henry Aylmer et Auguste-Maurice Tessier. Par la suite, il pratique seul.
Il est élu bâtonnier du barreau du district de saint-François en 1908. Parallèlement, il exerce la fonction de membre d'administration de l'Université Bishop et siège au comité protestant du Conseil de l'Instruction publique.

### Sa carrière politique
La famille Mackenzie est d'allégeance libérale depuis toujours. Son lointain cousin, Alexander Mackenzie a été le premier chef du Parti libéral du Canada sous la Confédération et premier ministre du Canada de 1873 à 1879. Attiré par la politique provinciale, Peter se présente candidat libéral dans Richmond aux élections générales de 1900 et est facilement élu. Par la suite, il est réélu sans opposition aux élections de 1904 et de 1908.
En janvier 1910, le trésorier provincial du cabinet Gouin, William Alexander Weir, démissionne car il vient d'être nommé juge à la Cour supérieure du Québec. Gouin décide de faire appel à Mackenzie pour lui succéder. Il est assermenté le 17 janvier 1910. À l'époque, la loi oblige un nouveau ministre à démissionner de son poste de député et à se représenter à une élection partielle. Il est réélu sans opposition dans sa circonscription de Richmond le 27 janvier 1910. Par la suite, il est réélu, également sans opposition, aux élections générales de 1912.
De 1910 à 1914, Mackenzie présente  tour à tour 5 discours du budget à l'Assemblée législative. Ces budgets sont sobres et prudents en conformité avec les vœux du premier ministre. À son premier, en avril 1910, il prévoit des dépenses de 5 707 000 $ et des revenus de 5 904 000 $. Le second budget, le 25 janvier 1911, les dépenses sont de 6 308 000 $ et les recettes de 6 472 000 $. Le 25 janvier 1912, il présente un budget en surplus de 600 000 $. Le 19 novembre 1912, le surplus budgétaire est de 683 000. Le 25 novembre 1913, le budget est de 8 400 000 $ avec un surplus de 400 000 $. À chaque discours du budget, il compare les anciens budgets conservateurs, ("aux finances désordonnées et déficitaires") aux budgets libéraux équilibrés de l'époque Gouin.
Mackenzie est, avec Taschereau, l'un des ministres majeurs du gouvernement Gouin de cette époque. À l'automne 1910, les trois hommes politiques participent à la quatrième conférence interprovinciale depuis 1887. Le trésorier provincial participe également à la cinquième conférence, en octobre 1913, et c'est lui qui propose et fait adopter à l'unanimité une motion autorisant la demande d'un prêt à Londres afin de subventionner la politique de construction de routes des provinces, ce qu'Ottawa refuse de faire.
Mackenzie meurt à Melbourne le 1er novembre 1914 à l'âge de 51 ans, un mois avant son 52e anniversaire. Il est inhumé dans le cimetière protestant de Richmond. C'est Walter George Mitchell qui lui succède au poste de trésorier provincial.